# Angelique (videogioco)
Angelique (アンジェリーク?, Anjerīku) è un videogioco simulatore di appuntamenti sviluppato da Ruby Party, che è stato riprodotto in numerose versioni per varie console. Tutte le versioni del gioco condividono la stessa storia, elaborata però in modo differente.

## Trama
Nel distante Cosmo la regina sovrana, che sta pian piano perdendo il potere, cerca una giovane che la sostituisca, con la scelta finale che cade su due ragazze provenienti dalla stessa accademia, Rosalia de Catargena e Angelique Limoges. Come esame finale, le due ragazze devono gestire una civiltà col sostegno di diversi guardiani, provenienti da distanti pianeti e ognuno con un potere differente, che avrà un impatto diverso sul regno affidato. Chi delle due riuscirà a meglio gestire il suo regno, diventerà la regina del Cosmo, con la possibilità di avere uno dei fedeli guardiani accanto per tutta la vita.

## Modalità di gioco
Nei panni di Angelique, si devono costruire sul terreno dato nuovi edifici e strutture per accrescere la popolazione e la potenza del regno. Per farlo, durante la settimana lavorativa è necessario incontrare i guardiani e chiedergli di infondere magia nel terreno: a seconda del rapporto che la protagonista ha con ciascuno dei ragazzi, determinato dalle scelte date nelle interazioni coi ragazzi determinate da RNG, la quantità di energia data cambia, e a un livello di affetto abbastanza alto il ragazzo scelto offre la sua energia in autonomia, a volte sottraendola da quella usata per il regno rivale. Nel fine settimana, segue la possibilità di andare a diversi appuntamenti con il candidato selezionato basato sugli stessi metodi delle normali interazioni, con la possibilità di ricevere una confessione amorosa se sono passati abbastanza giorni di gioco. 
Le interazioni e altre azioni attuabili nel gioco costano cuori, i quali sono la principale misura del numero di azioni compibili durante il giorno di gioco, in numero maggiore o minore a seconda della loro potenza. Il numero di interazioni coi ragazzi è anche limitato da essi, ma possono essere aumentati di un'unità ogni 24 giorni nel gioco, se si passa l'esame della regina sull'andamento del regno. È possibile anche interagire con la propria rivale, diminuendo le possibilità che venga sottratta energia dal proprio regno se il punteggio d'affetto è abbastanza alto.

## Versioni
La versione originale, primo titolo della divisione Ruby Party, è stato pubblicata per il Super Famicom il 23 settembre 1994 e per il Game Boy Advance il 21 marzo 2003.
Angelique Special è una versione rinnovata dal primo capitolo della serie, che ha aggiunto numerose sequenze animate e doppiaggio, oltre a una sigla di apertura e una di chiusura. Questa versione è stata pubblicata per PC-FX il 22 dicembre 1995, e per Sega Saturn, PlayStation, oltre che in una rara versione per IBM compatibile resa disponibile anche per il mercato cinese, il 29 marzo 1996. Da questa versione è stata creata quella per Windows.
Angelique Voice Fantasy è una versione che include uno speciale CD audio ed un add-on chiamato Voice-Kun, che permette di aggiungere le voci dei doppiatori al gioco, ma per il resto identica al rilascio originale. Venne pubblicata per il Super Famicom il 29 marzo 1996, contemporaneamente al rilascio di Angelique Speciale per Sega Saturn, Playstation e IBM compatible.
Angelique Retour è un remake con nuovi ritratti e grafica. È stato pubblicato per Playstation Portable e Vita il 17 dicembre 2015.

## Seguiti e spinoff
Il successo videogioco ha dato il via alla produzione di una serie di videogiochi omonima e di uno spin-off.